# Рідлі Скотт
Сер Рідлі Скотт (англ. Ridley Scott; нар. 30 листопада 1937, Саут-Шилдс, Велика Британія) — англійський кінорежисер. Знаний як режисер фільмів у жанрі наукової фантастики, кримінальної та історичної драми. Його роботи відомі своєю атмосферністю та висококонцентрованим візуальним стилем. Входить до числа найкасовіших режисерів і володар безлічі нагород, зокрема двох нагород Прайм-тайм премії «Еммі» та «Золотий глобус». 2003 року Єлизавета II посвятила його в лицарі, а 2024 року він став кавалером Великого хреста.
Випускник Королівського коледжу мистецтв, Рідлі Скотт розпочав свою кар'єру на телебаченні як дизайнер і режисер, а потім знімав рекламні ролики. Як режисер художнього фільму дебютував зі стрічкою «Дуелянти» (1977) і отримав ширше визнання з наступним фільмом «Чужий» (1979). Попри різноманіття місць дії та періодів, він демонструє незабутні образи міського середовища, охоплюючи Рим II століття у «Гладіаторі» (2000), Єрусалим XII століття у «Царстві небесному» (2005), Середньовічну Англію у «Робіні Гуді» (2010), стародавній Мемфіс у «Вихід: Боги та царі» (2014), сучасний Могадішо у «Падінні „Чорного яструба“» (2001), футуристичні міські пейзажі в екранізації «Той, що біжить по лезу» (1982) і різні планети у «Чужому», «Прометеї» (2012), «Марсіянині» (2015) та «Чужому: Заповіт» (2017).
Тричі номінувався на «Оскар» як режисер фільмів «Тельма і Луїза», «Гладіатор» і «Падіння „Чорного яструба“». «Гладіатор» отримав «Оскар» за найкращий фільм і «Марсіянин» номінацію в тій же категорії. 1995 року разом з братом нагороджений Премією БАФТА у кіно за видатний внесок у британський кінематограф. Фільми «Чужий», «Той, що біжить по лезу», «Тельма і Луїза» додані до Національного реєстру фільмів для зберігання в Бібліотеці Конгресу, оскільки вважаються «культурно, історично чи естетично значущими». В опитуванні BBC 2004 року Скотт посів 10 місце в списку найвпливовіших людей британської культури. Також знаний роботою на телебаченні: отримав 10 номінацій на Прайм-тайм премію «Еммі» і двічі ставав лауреатом: у категорії «Найкращий телевізійний фільм» за картину «The Gathering Storm» (2002) від HBO і «Найкращий документальний фільм» за «Геттісбург» від телеканалу History (2011). Був номінований на премію «Еммі» за «Проєкт 281» (1999), «Вірус Андромеда» (2008) і «Стовпи землі» (2010).

## Ранні роки
Народився 30 листопада 1937 року у Саут-Шилдсі в родині Елізабет (до шлюбу Вільямс) і полковника Френсіс Персі Скотта. Його дідусь Діксон Скотт започаткував мережу кінотеатрів і відкрив низку кінотеатрів у Тайнсайді. Один із його кінотеатрів, «Tyneside Cinema», все ще працює в Ньюкаслі.
Народився за два роки до початку Другої світової війни і виховувався в сім'ї військового. Його батько, офіцер Корпусу королівських інженерів, протягом більшої частини його раннього життя був відсутній. Його старший брат, Френк, у молодості приєднався до торгового флоту і тому спілкувалася брати мало. Сім'я кілька разів переїжджала: жили в Камберленді, а також в інших районах Англії, а ще в Уельсі та Німеччині. Після війни родина Скоттів повернулася до графства Дарем й оселилася в Тіссайді.
Зацікавився науковою фантастикою, читаючи романи Герберта Веллса ще в дитячі роки. Також мали вплив науково-фантастичні фільми, як-от «Воно! Жах з космосу», «День, коли Земля зупинилась» і «Вони!». Режисер сказав, що ці фільми «трохи [його] зацікавили», але повністю поглинув його інтерес до жанру перегляд картини Стенлі Кубрика «Космічна одіссея 2001 року», про яку він зауважив: «Як тільки я її побачив, я зрозумів, що я можу зробити». Навчався у гімназії у Стоктон-он-Тіс й здобув диплом з дизайну у West Hartlepool College of Art. Індустріальний ландшафт Західного Гартлпулі пізніше надихнув на візуальні ефекти фільму «Той, що біжить по лезу». Скотт зазначав: «Обруч Західного Гартлпула були металургійні заводи, тож щодня я проходив через них і думав, що вони чудові, гарні взимку чи влітку, і чим темнішим і зловіснішим ставало, тим було цікавіше».
Продовжив навчання в Королівському коледжі мистецтв у Лондоні, працював у студентському журналі «ARK» і допомагав заснувати кіновідділення. Останньою студентською роботою став чорно-білий короткометражний фільм «Хлопчик і велосипед», в якому знялися його молодший брат і батько (пізніше вийшов у розділі «Додатково» на DVD «Дуелянти»). У лютому 1963 року Скотт з'явився в титрах як дизайнер телевізійної програми BBC «Tonight».
1963 року закінчив коледж і влаштувався художником-постановником на BBC, це привело його до роботи над популярним телевізійним поліцейським серіалом «Автомобілі Z» і науково-фантастичним серіалом «З невідомого». Йому доручили розробити другу серію «Доктора Хто», «Далеки», що передбачало реалізацію однойменних інопланетних істот. Але через несумісність графіків обов'язки перейшли Реймонду К'юсаку. 1965 року дебютував як режисер епізодів телевізійних серіалів для BBC.
1968 року з молодшим братом Тоні Скоттом, який також згодом став кінорежисером, заснував Ridley Scott Associates (RSA), компанію, яка займалася виробництвом фільмів і реклами. Працюючи разом з Аланом Паркером, Г'ю Гадсоном й оператором Г'ю Джонсоном, створив багато рекламних роликів протягом 1970-х років, зокрема для хліба Hovis (1973). В опитуванні 2006 року цю рекламу визнали найулюбленішою у Великій Британії. У 1970-х роках бренд Chanel No. 5 потребував відродження. Телевізійна реклама Chanel від Скотта 1970-х і 1980-х років була серією винахідливих мініфільмів з сюрреалістичною фантазією та спокусою, які «грали на тих самих візуальних образах, з тим самим силуетом пляшечки».
П'ять членів сім'ї Скотт — режисери, і всі працювали на RSA. Брат Тоні був успішним кінорежисером, чия кар'єра тривала понад два десятиліття; сини Джейк і Люк — знані режисери рекламних роликів, як і донька Джордан Скотт. Джейк і Джордан працюють у Лос-Анджелесі; Люк живе у Лондоні. 1995 року Рідлі та Тоні Скотти придбали Shepperton Studios, капітально відремонтували, а також розширили та покращили територію.

## Кар'єра

### 1970-ті: «Дуелянти», «Чужий»
Драма «Дуелянти» (1977) стала першим повнометражним фільмом Рідлі Скотта як режисера. Знята у континентальній Європі, стрічка номінувалась на головний приз Каннського кінофестивалю та отримала нагороду за найкращий дебютний фільм. Оснований на повісті Джозефа Конрада «Дуель». Дії розгортаються під час наполеонівських війн і розповідається про двох французьких гусарів, Д'Юбера і Феро (Кіт Керрадайн і Гарві Кейтель), чия дрібна сварка перетворилася на запеклу ворожнечу, що охопила п'ятнадцять років. Фільм отримав визнання за історично правдиве зображення наполеонівських мундирів і поведінки військових. У 2013 році картина вийшла на Blu-ray, що збіглося з публікацією про фільм у збірці наукових есе про Скотта.
Наступною роботою мала стати адаптація «Трістана та Ізольди», але після перегляду «Зоряних війн» Скотт переконався в потенціалі масштабних фільмів зі спецефектами. Він погодився зняти науково-фантастичний жахастик «Чужий» 1979 року, який приніс йому міжнародний успіх. Скотт вирішив перетворити Еллен Ріплі, персонаж зі стандартного чоловічого бойовика, на справжню героїню. Ріплі (Сігурні Вівер), яка з'явилася в перших чотирьох фільмах «Чужий», стала іконою кіно. Фінальну сцену героя Джона Герта низка видань назвала однією з найбільш пам'ятних в історії кінематографа. Знятий на Shepperton Studios в Англії, «Чужий» став шостим найкасовішим фільмом 1979 року, заробивши понад 104 мільйони доларів США у всьому світі. 2003 року Скотт брав участь у реставрації та перевиданні оригінального фільму. В інтерв'ю того часу режисер зазначив, що обговорювалась можливість зняти п'ятий фільм франшизи «Чужий». Проте в інтерв'ю 2006 року зауважив, що був незадоволений «Чужим: Режисерська версія», вважаючи, що оригінал був «доволі бездоганним», а доповнення були лише маркетинговим інструментом. Пізніше Скотт повернувся до проєктів, пов'язаних з «Чужим», знявши «Прометей» і «Чужий: Заповіт» через три десятиліття після виходу оригінального фільму.

### 1980-ті: «Той, що біжить по лезу» й інші фільми
Після року роботи над екранізацією «Дюни» та після раптової смерті брата Френка Скотт підписав контракт на знімання кіноверсії роману Філіпа Діка «Чи мріють андроїди про електричних овець?». Після виходу стрічки «Той, що біжить по лезу» 1982 року з Гаррісоном Фордом у головній ролі у кінотеатрах, вона стала комерційним провалом, однак зараз вважається класикою. 1991 року нотатки Скотта Warner Bros. використала для створення режисерської версії, без озвучення головного героя та низкою інших невеликих змін, включно з кінцівкою. Пізніше Скотт особисто керував цифровою реставрацією «Того, що біжить по лезу» та схвалив назву як «Остання версія». Ця версія вийшла в кінотеатрах Лос-Анджелеса, Нью-Йорка та Торонто 5 жовтня 2007 року, а також на DVD у грудні 2007 року.
«Той, що біжить по лезу» багатьма критиками вважається одним з найважливіших і найвпливовіших науково-фантастичних фільмів, більшою мірою завдяки зображенням міських пейзажів у майбутньому. Існує думка, що разом з романом Вільяма Ґібсона «Нейромант» робота започаткувала жанр кіберпанк. За словами Стівена Мінгера, біолога зі стовбурових клітин з Королівського коледжу Лондона: Фільм «набагато випередив свій час, і вся передумова історії вічні питання — що таке бути людиною і хто ми, звідки?». Скотт описав «Той, що біжить по лезу» як свій «найдосконаліший й особистий фільм».
1985 року вийшов фентезійний фільм «Легенда», який продюсував Арнон Мілчен. Скотт вирішив створити «жили-були» у світі принцес, єдинорогів і гоблінів, знімання майже повністю проходило в студії. На головні ролі Скотт обрав Тома Круза (Джек), Мію Сару (принцеса Лілі) і Тіма Каррі (Володар Темряви). Ліс знімали на сцені 007 у Pinewood Studios у Бакінгемширі з деревами висотою 60 футів і стовбурами 30 футів у діаметрі. На фінальній стадії знімання лісовий майданчик згорів. Оригінальний саундтрек Джеррі Голдсміта використали для європейської версії, в Північній Америці звучали композиції «Tangerine Dream». Грим, створений Робом Боттіним, номінувався на премію «Оскар». Попри великий комерційний провал під час прокату, фільм згодом став культовою класикою. У режисерській версії 2002 року використали оригінальні композиції Голдсміта.
1987 року створив романтичний трилер «Той, хто мене оберігає» з Томом Беренджером і Мімі Роджерс у головних ролях, а двома роками потому — поліційну драму «Чорний дощ» (1989) з Майклом Дугласом та Енді Гарсія в головних ролях, зняту частково в Японії. «Чорний дощ» дуже добре прийняли у прокаті. Він став першим із шести спільних робіт Скотта з композитором Гансом Циммером.

### Рекламний ролик Apple Macintosh «1984»
1984 року зняв високобюджетну ($900 000) телевізійну рекламу «1984» про вихід комп'ютера Macintosh компанії Apple Computer. Скотт зняв рекламу в Англії приблизно за 370 000 доларів, перший показ відбувся у США 22 січня 1984 року, під час XVIII Суперкубка, разом з показами в кінотеатрах. Деякі вважають її «переломною подією» в рекламі і «шедевром». За версією журналу «Advertising Age» реклама посіла першу сходинку у списку 50 найкращих рекламних роликів.
Розгорнута в антиутопічному майбутньому за зразком роману «1984» Джорджа Орвелла, реклама Скотта використовувала свого героя (у виконанні англійської спортсменки Ані Мейджор) для представлення приходу Macintosh (на що вказує її біла майка, прикрашена зображенням Macintosh) як засіб порятунку людства від «конформізму» (Старший Брат), і натяк на IBM, яка панувала у той час в галузі обчислювальної техніки.

### 1990-ті роки
Дорожній фільм «Тельма і Луїза» (1991) з Джиною Девіс у ролі Тельми, Сьюзен Серендон у ролі Луїзи, а також проривною роллю Бреда Пітта, став одним із найбільших успіхів Скотта серед критиків, допомігши відродити репутацію режисера й отримати першу номінація на премію «Оскар» за найкращу режисерську роботу. Його наступний проєкт, незалежна історична епопея «1492: Завоювання раю», провалилася в прокаті. У фільмі розповідається про експедиції Христофора Колумба (Жерара Депардьє) до Америки. Після невдачі Скотт не випустив жодного фільму за чотири роки.
1995 року заснував з братом Тоні продюсерську компанію Scott Free Productions у Лос-Анджелесі. Усі наступні повнометражні фільми Рідлі, починаючи з «Білого шквалу» (з Джеффом Бріджесом у головній ролі) та «Солдата Джейн» (з Демі Мур у головній ролі), були зняті цією компанією. 1995 року брати придбали контрольний пакет акцій британської кіностудії Shepperton Studios. 2001 року об'єднали її з Pinewood Studios у The Pinewood Studios Group, штаб-квартира якої розташована в Бакінгемширі, Англія.

### 2000-ні роки
Історична драма «Гладіатор» (2000) стала одним з найуспішніших проєктів Скотта серед критиків і комерційно. Стрічка отримала п'ять премій «Оскар», зокрема як найкращий фільм, найкраща чоловіча роль (Рассела Кроу), а Скотт був номінований на премію «Оскар» за найкращу режисерську роботу. Над створенням візуальних ефектів працювала компанія The Mill, а фільм присвячувався Оліверу Ріду, який загинув у період знімання, для не відзнятих сцен використовувався цифровий дублер. Дехто вважає, що «Гладіатор» відродив пеплум. Фільм посів п'яту сходинку серед найкращих фільмів сьогодення за версією ABC.
«Ганнібал» (2001) з Ентоні Гопкінсом у головній ролі мав комерційний успіх попри неоднозначні відгуки. «Падіння „Чорного яструба“» (2001), у якому дебютував Том Гарді, оснований на боротьбі за життя групи американських солдатів в Сомалі. Скотт отримав номінацію на «Оскар» як найкращий режисер. У 2003 році Скотт зняв менш масштабний проєкт «Прекрасна афера», адаптацію роману Еріка Ґарсіа з Ніколасом Кейджем, Семом Роквеллом й Елісон Ломан. Стрічка переважно отримала позитивні відгуки, але показала помірні касові збори.
2005 року вийшов фільм про хрестові походи «Царство небесне», який мав помірний успіх. Головну роль виконав Орландо Блум, і Скотт вперше співпрацював з композитором Гаррі Ґреґсоном-Вільямсом. Для деяких бойових сцен марокканський уряд відправив марокканську кавалерію як статистів. Незадоволений прокатною версією (яка створювалась зважаючи на думку авдиторії), Скотт керував режисерським варіантом, який 2006 року вийшов на DVD. Режисерську версію критики зустріли схвально, а журнал «Empire» назвав «епопеєю»: «Додані 45 хвилин у режисерській версії схожі на шматки, яких немає в красивій, але незавершеній головоломці». «Це той варіант, який мав би вийти», — сказав Скотт. На запитання, чи 2006 року був він проти попереднього перегляду, Скотт відповів: «Це залежало від того, хто керує. Якщо мою роботу виконує божевільний, то попередній перегляд потрібен. Але хорошому режисеру достатньо досвіду для вирішення, яка версія підходить для показу в кінотеатрах».
Скотт знову об'єднався з зіркою «Гладіатора» Расселом Кроу у новому проєкті «Хороший рік», основаному на бестселері Пітера Мейла про інвестиційного банкіра, який починає нове життя в Провансі. Фільм вийшов на екрани 10 листопада 2006 року. Через кілька днів Руперт Мердок, голова студії 20th Century Fox на зборах акціонерів назвав стрічку «провалом».
Наступним фільмом став «Гангстер», оснований на житті реального наркобарона Френка Лукаса. Скотт очолив проєкт на початку 2006 року і доручив сценаристу Стівену Заілляну переписати сценарій, щоб зосередитися на Френкові Лукасові та Річі Робертсові. Дензел Вашингтон отримав роль Лукаса, а Рассел Кроу зіграв Робертса. Прем'єра фільму відбулася у листопаді 2007 року. Стрічка отримала позитивні відгуки та мала комерційний успіх, а Скотт був номінований на «Золотий глобус» за найкращу режисерську роботу.
Наприкінці 2008 року шпигунський трилер Скотта «Тіло брехні» з Леонардо Ді Капріо та Расселом Кроу в головних ролях отримав неоднозначні відгуки. Однойменна адаптація історії про Робіна Гуда з Расселом Кроу у головній ролі та Кейт Бланшетт як леді Меріан, вийшла в прокат у травні 2010 року. Попри змішані відгуки стрічка стала комерційно успішною.
31 липня 2009 року з'явилася новина про приквел «Чужого», який складатиметься з двох частин, а режисером стане Скотт. Проєкт, зрештою звели до одного фільму «Прометей», який сам режисер описав як спільні «ланцюжки ДНК „Чужого“», хоча це не прямий приквел. Прем'єра відбулася у червні 2012 року. Головні ролі виконали Шарліз Терон і Майкл Фассбендер, Нумі Рапас зіграла науковицю Елізабет Шоу. Фільм отримав переважно позитивні відгуки та зібрав 403 мільйони доларів.
У серпні 2009 року Скотт планував зняти адаптацію роману «Чудовий новий світ» Олдоса Гакслі в антиутопічному Лондоні з Леонардо Ді Капріо у головній ролі. 2009 року відбулась прем'єра телесеріалу «Хороша дружина», Рідлі та брат Тоні працювали над ним як виконавчі продюсери.

### 2010-ті роки
6 липня 2010 року YouTube оголосив про запуск експериментального документального фільму «Життя за один день», продюсером якого став Скотт. 27 січня 2011 року відбувся прем'єрний показ на кінофестивалі «Санденс». Кінострічка складається з кадрів, знятих 24 липня 2010 року та надісланих користувачами YouTube з усього світу. У рамках підготовки до Олімпійських ігор у Лондоні 2012 року Скотт створив документальний фільм «Британія за день», який складається з кадрів, знятих британською публікою 12 листопада 2011 року.
2012 року зняв рекламний ролик для аромату Fame Леді Гаги. 24 червня 2013 року на CNN розпочався показ серіалу Скотта «Злочини століття». У листопаді 2012 року оголосили, що Скотт став продюсером документального фільму «Спрінгстін і я» режисера Бейлі Волша за мотивами «Життя за один день», який Скотт також продюсував. Фільм складається з кадрів фанатів з усього світу про те, що для них значив музикант Брюс Спрінгстін і як вплинув на їхнє життя. 22 липня 2013 року фільм вийшов у прокат лише на один день у 50 країнах і у понад 2000 кінотеатрів.
За сценарієм Кормака Маккарті Скотт зняв «Радника» (2013). 25 жовтня 2013 року «Indiewire» повідомило, що «до того, як Маккарті продав свій сценарій фільму Скотта („Радник“), режисер брав активну участь у розробці адаптації його роману „Кривавий меридіан“ 1985 року зі сценаристом Біллом Монаганом („Відступники“). За словами Скотта в інтерв'ю „Time Out“, „[Компанія] не хотіла адаптації, оскільки книга така безкомпромісна, і все в ній чудово“, описавши її як „антивестерн“…».
Скотт зняв натхненний Біблією епічний фільм «Вихід: Боги та царі», що вийшов у грудні 2014 року, який отримав негативні відгуки від критиків (зокрема, за участь білих акторів у ролі персонажів Близького Сходу). Зібравши 268 мільйонів доларів США у всьому світу при бюджеті у 140 мільйонів доларів, стрічка стала комерційним провалом. Знімання проходили на Pinewood Studios в Бакінгемширі, головну роль зіграв Крістіан Бейл.

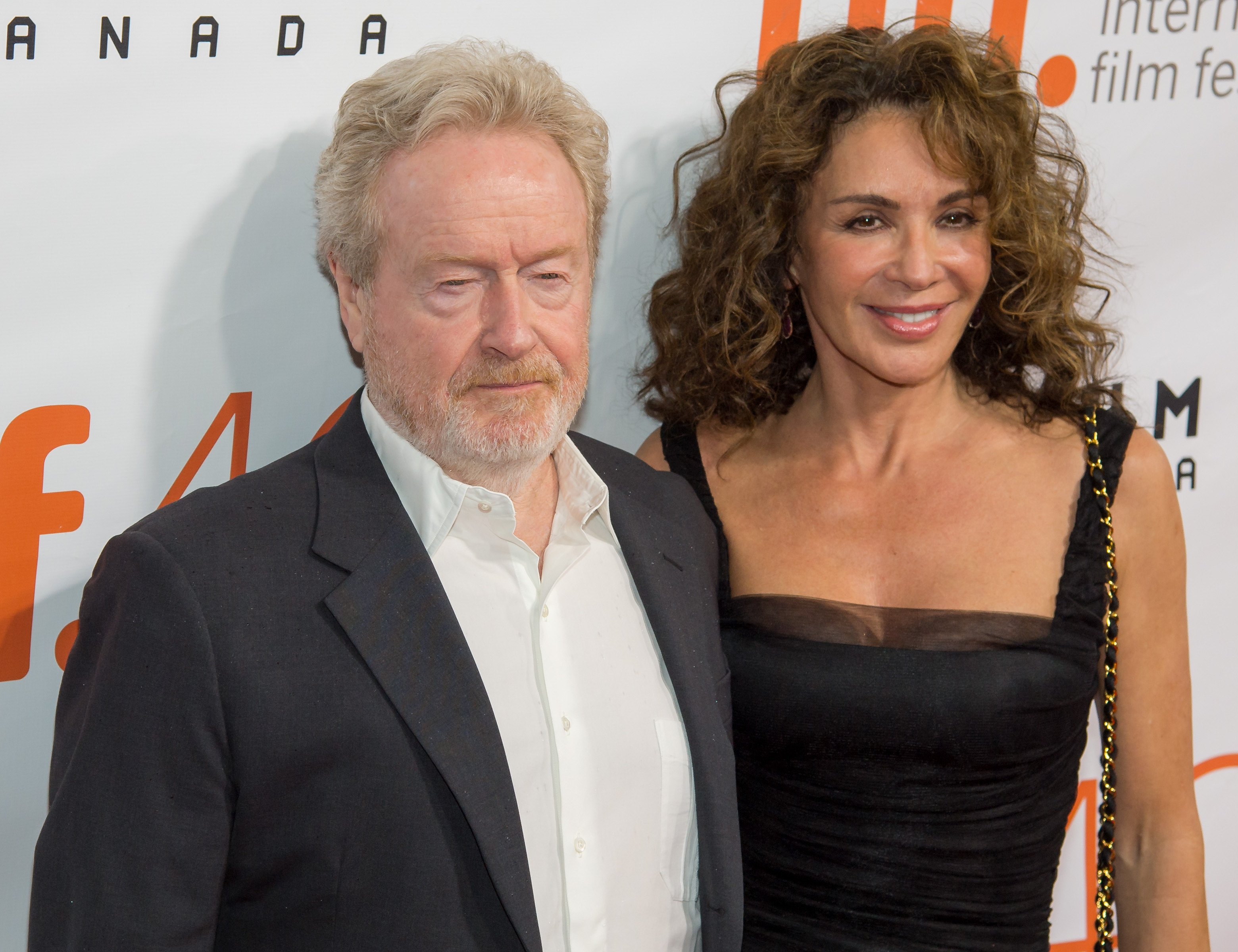
Разом із дружиною Джанніною Фачіо на прем'єрі «Марсіянина», вересень 2015 року

У травні 2014 року Скотт почав переговори щодо знімання «Марсіянина» з Меттом Деймоном у ролі Марка Вотні та Джессікою Честейн в образі керівниці місії. Вихід планувався на 25 листопада 2015 року, але через зміну дати прем'єри «Віктора Франкенштейна» «Марсіянина» вперше показали 2 жовтня 2015 року. Стрічка мала успіх серед критиків і глядачів, зібравши понад 630 мільйонів доларів у всьому світі, ставши для Скотта найбільш комерційно вдалим.
Продовження «Прометея», «Чужий: Заповіт», почали знімати 2016 року, прем'єра відбулася в Лондоні 4 травня 2017 року, а у загальний прокат стрічка вийшла 19 травня 2017 року. Фільм отримав загалом позитивні відгуки від критиків, багато хто хвалив гру Майкла Фассбендера та називав фільм поверненням у форму режисера Рідлі Скотта і поверненням самої франшизи.
У серпні 2011 року просочилася інформація про виробництво продовження фільму «Той, що біжить по лезу» компанією Alcon Entertainment разом з її партнерами Бродеріком Джонсоном й Ендрю Косовим. У листопаді 2014 року Скотт повідомив виданню «Вараєті», що залишив проєкт як режисер і виконуватиме лише роль продюсера. Скотт також повідомив, що знімання мають розпочатися 2015 року, і Гаррісон Форд підписав контракт на роль з оригінального фільму, але його персонаж має з'явитися лише в «третій дії» продовження. 26 лютого 2015 року продовження офіційно підтвердили: режисером найняли Дені Вільнева, а виконавчим продюсером — Скотта. Стрічка «Той, що біжить по лезу 2049» вийшла 6 жовтня 2017 року і викликала загальне визнання.
У травні-серпні 2017 року Скотт знімав драму про викрадення Джона Пола Гетті III «Усі гроші світу» з Марком Волбергом і Мішель Вільямс у головних ролях. Кевін Спейсі спочатку зіграв Гетті-старшого. Однак після звинувачень у сексуальному насильстві Скотт замінив його Крістофером Пламмером, сказавши: «Ви не можете виправдовувати таку поведінку в будь-якій формі. Ми не можемо дозволити діям однієї людини вплинути на хорошу роботу всіх цих людей, що дуже просто». Скотт почав перезнімати сцени Спейсі з Пламмером 20 листопада, що включало зйомки в Елведен Холі в Західному Саффолку, Англія. З огляду на дату випуску 25 грудня 2017 року, кіностудія сумнівалася, що Скотт впорається з цим: «Вони сказали: „Ти ніколи цього не зробиш. Бог з тобою“».

### 2020-ті роки
2020 року зняв «Останню дуель» на основі монографії Еріка Джагера «Остання дуель: правдива історія про злочини, скандали та випробування боротьбою у Середньовічній Франції» з Адамом Драйвером, Меттом Деймоном і Джоді Комер у головних ролях. Прем'єрний показ відбувся 15 жовтня 2021 року, стрічка отримала позитивні відгуки, але стала комерційно неуспішною, зібравши 30,6 мільйона доларів з бюджетом 100 мільйонів доларів. Знімання проходили у французькому середньовічному замку Берзе-ле-Шатель (знімальна група складалася з 300 осіб, зокрема 100 статистів) й Ірландії.
2021 року зняв «Дім Ґуччі», фільм про вбивство Мауріціо Гуччі (Адам Драйвер), організоване Патріцією Реджані (Леді Гага). Скотт приєднався до проєкту 2006 року, але фільм зіткнувся з виробничим пеклом на кілька років. Протягом цього періоду різні режисери вели переговори про участь, але у листопаді 2019 року Скотт повернувся до проєкту. Прем'єрний показ відбувся 24 листопада 2021 року.
Біографічний фільм про Наполеона Бонапарта «Наполеон», у якому головну роль зіграв Хоакін Фенікс і Ванесса Кірбі як імператриця Жозефіна, перша дружина Наполеона, почали знімати у лютому 2022 року. Фільм вийшов у прокат 22 листопада 2023 року, а прем'єрний показ на Apple TV+ відбувся 1 березня 2024 року.
22 листопада 2024 року відбувся вихід на великі екрани стрічки «Гладіатор-2», сиквелу «Гладіатора», з Полом Мескалем, Дензелом Вашингтоном і Педро Паскалем у головних ролях. Виробництво розпочали у червні 2023 року.

### Майбутні проєкти
16 грудня 2023 року Скотт підписав контракт як режисер бойовика «Бомба» для 20th Century Studios, основаного на оповіданні Кевіна Макмалліна, який також став автором сценарію. У лютому 2024 року повідомлялося, що Скотт веде переговори з Paramount Pictures щодо знімання байопіку про «Bee Gees» за сценарієм Джона Логана. У травні 2024 року Девід Туї завершив сценарій фінансового трилера «Великі пси», режисером якого обрали Скотта. У червні 2024 року Скотт розповів «Файненшл таймс», що він розробляє повнометражний фільм за мотивами Цирка дю Солей.

## Телевізійні проєкти
2002 року Рідлі Скотт з братом Тоні був одним з виконавчих продюсерів біографічної стрічки «Черчилль», основаного на житті Вінстона Черчилля в роки, що передували Другій світовій війні. Копродукційна робота BBC та HBO отримала визнання, а Марк Лоусон з «Ґардіан» назвав образ найбільш пам'ятним телевізійним зображенням політика. Брати продюсували серіал CBS «4исла» (2005—2010), кримінальну драму про геніального математика, який допомагає ФБР розкривати злочини, а також «Гарну дружину» (2009—2016), юридичну драму про адвокатку, яка балансує між роботою та чоловіком, колишнім державним прокурором, який намагається відновити політичну кар'єру після великого скандалу. Брати Скотти також продюсували телеекранізацію «Команда А» 2010 року, зняту Джо Карнаганом.
Рідлі Скотт був виконавчим продюсером першого сезону серіалу Amazon «Людина у високому замку» (2015—2016). Через Scott Free Productions був виконавчим продюсером космічного науково-фантастичного серіалу «Безмозкі», який 2016 року дебютував на CBS.
20 листопада 2017 року Amazon уклав угоду з AMC Studios щодо випуску пригодницького серіалу «Терор», адаптації роману Дена Сіммонса, теоретичних подій подорожі зниклої експедиції британського дослідника сера Джона Франкліна на HMS Erebus та HMS Terror до Арктики у 1845—1848 роках через Північно-Західний прохід, з елементами жахів і надприродної фантастики. Прем'єра серіалу відбулася у березні 2018 року, Скотта залучили як продюсера. Над мінісеріалом BBC / FX «Різдвяна пісня» 2019 року, розроблений Стівеном Найтом разом із Томом Гарді, Скотт працював як виконавчий продюсер.
2020 року працював як режисер і продюсер над науково-фантастичним серіалом «Виховані вовками», що вийшов на HBO Max. Скотт сказав, що «не хоче знову йти шляхом андроїдів», але вирішив взятися за проєкт після того, як прочитав сценарій, який йому сподобався. Шоу обертається навколо андроїдів Матері та Батька, які намагаються врятувати людство на планеті Кеплер-22b після того, як Землю зруйнувала війна між мітраїстами, які слідують за богом Солом, і войовничими атеїстами.
У серпні 2022 року оголосили, що Скотт стане виконавчим продюсером серіалу Apple TV+ «Sinking Spring», створеного за сценарієм Пітера Крейґа, з Браяном Тайрі Генрі в головній ролі.

## Особисте життя

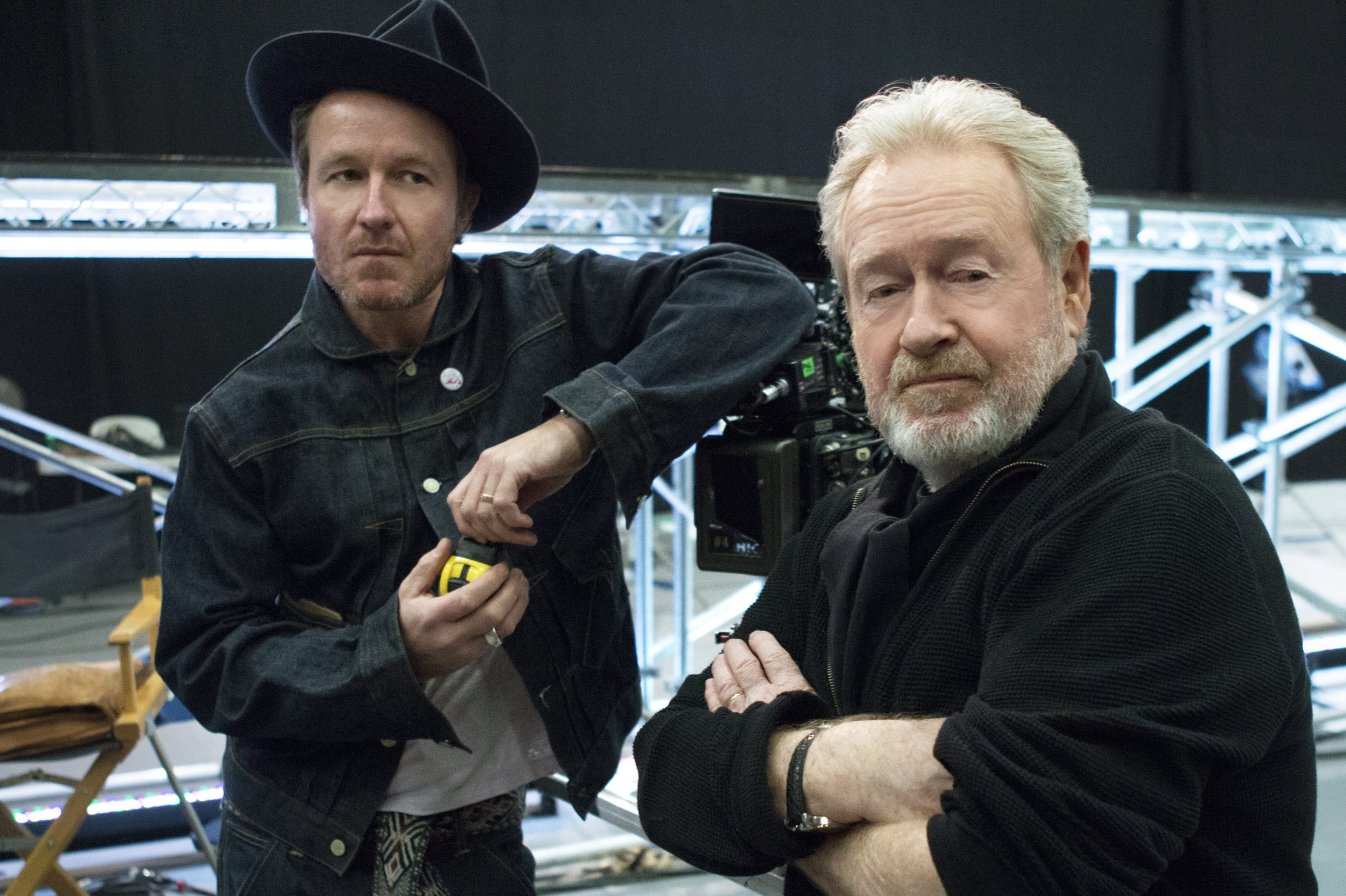
Разом із сином Джейком Скоттом, 2015 рік

У 1964—1975 роках був одружений з Фелісітою Гейвуд. У подружжя народилося двоє синів, Джейк і Люк, які працюють режисерами у виробничій компанії Скотта, Ridley Scott Associates. У 1979—1989 роках був одружений з рекламною менеджеркою Сенді Вотсон. У пари народилася донька Джордан Скотт, яка також стала режисеркою. 2015 року одружився з акторкою Джанніною Фачіо, яку знімав у всіх своїх фільмах, починаючи з «Білого шквалу», крім «Американського гангстера» та «Марсіянина». Живе у Лондоні, Франції та Лос-Анджелесі.
1980 року помер старший брат Френк у 45 років від раку шкіри. 19 серпня 2012 року молодший брат Тоні, який також був бізнес-партнером у їхній компанії Scott Free, скоїв суїцид, стрибнувши з мосту Вінсента Томаса після тривалої боротьби з раком. Тоні і Рідлі співпрацювали над мінісеріалом, заснованим на романі Робіна Кука «Кома» для A&E. Прем'єра двосерійного мінісеріалу відбулася на телеканалі A&E 3 вересня 2012 року, отримавши змішані відгуки.
Кілька своїх фільмів Скотт присвятив пам'яті сім'ї: «Той, що біжить по лезу» — своєму братові Френку, «Падіння „Чорного яструба“» — матері, а «Радник» і «Вихід: Боги і царі» — братові Тоні. Рідлі також вшанував пам'ять свого покійного брата Тоні на «Золотому глобусі» 2016 року після того, як його фільм «Марсіянин» отримав нагороду як найкращий фільм.

2013 року Скотт заявив, що він — атеїст. Хоча в інтерв'ю BBC у вересні 2014 року Скотт на питання, чи вірить він у Бога, відповів:
Я не впевнений. Я думаю, що виникають різні питання... Це таке екзотичне питання. Якщо ми подивимося на все це з практичного погляду, то побачимо, що стався Великий вибух, а потім ми проходимо еволюцію в мільйони, мільярди років, протягом яких, за збігом обставин, всі біологічні події відбувалися правильним чином. Певною мірою це не має сенсу, якщо у всьому цьому не було контролера, яка приймає рішення або посередника. Так хто ж це був? Або що це було? Чи є ми одним великим грандіозним експериментом у масштабах Всесвіту чи галактики? У такому випадку, хто за цим стоїть?

## Режисерський стиль
Рассел Кроу, який часто співпрацював зі Скоттом, прокоментував: «Мені подобається бути на знімальному майданчику Рідлі, тому що актори можуть грати […] і увага зосереджена на виконавцях». Пол М. Семмон у своїй книзі «Future Noir: The Making of Blade Runner» прокоментував в інтерв'ю Brmovie.com, що стосунки Скотта з його акторами за ці роки значно покращилися. Під час знімання фільму «Прометей» Шарліз Терон похвалила готовність режисера прислухатися до пропозицій акторського складу щодо покращення того, як їхні персонажі зображені на екрані. Терон працювала разом зі сценаристами та Скоттом, щоб надати більшої глибини своєму персонажу. Коли Скотт працює над епічними творами, «завжди існує небезпека, що персонажі можуть загубитися» на великому полотні: «Моїм зразком є Девід Лін, чиї персонажі ніколи не губилися на авансцені».
Роботи Скотта знані разючою візуальністю, а поширеною темою є дівоча сила. Редактор «Лос-Анджелес Таймс» Джошуа Роткопф написав: «Скотт, можливо, найпослідовніший прихований фемініст у кіно». Його візуальний стиль, що включає детальний підхід до проєктування й інноваційне атмосферне освітлення, вплинув на наступне покоління кінематографістів. Джеймс Кемерон прокоментував: «Мені подобаються фільми Рідлі та його режисерські роботи, я люблю красу кадрів, я люблю внутрішнє відчуття того, що ти там, що ти присутній». Скотт зазвичай використовує повільний темп до послідовності дій, зокрема «Чужий» і «Той, що біжить по лезу». Критик «Лос-Анджелес Таймс» Шейла Бенсон назвала б останній «Той, що волочиться по лезу», «тому що він до біса повільний». Скотт стверджує, що має ейдетичну пам'ять, яка, за його словами, допомагає йому візуалізувати та розкадровувати сцени своїх фільмів.
Скотт розробив метод, що дозволяє знімати складні кадри якомога швидше: «Мені подобається завжди працювати як мінімум з трьома камерами. […] Таким чином, ці 50 налаштувань [на день] можуть стати 25 налаштуваннями, за винятком тих, які я описую окремо. Отже, ви закінчили. Я маю на увазі, якщо ви витратите трохи більше часу на підготовку до знімання трьома камерами, або сміливіше — одинадцятьма камерами, і хоча на налаштування знадобитися 45 хвилин, і коли ви готові, ви скажете: „Мотор!“ і зробите три дублі, два дублі і чи всі щасливі? Ви кажете: „Так, це все“. І рухаєтеся далі».
Штучний інтелект — це тема, яка з'являється в кількох фільмах Скотта, зокрема «Той, що біжить по лезу», «Чужий» і «Прометей». У книзі 2013 року «Культура та філософія Рідлі Скотта» виокремлено вченого-новатора Алана Тюрінга і філософа Джона Серля як тих, хто описав моделі тестування штучного інтелекту, знані як тест Тюрінга й експеримент «Китайська кімната» відповідно, у розділі «Що не так зі створенням реплікантів», постійною темою для багатьох фільмів Скотта. Розділ «Штучний інтелект у фільмах „Той, що біжить по лезу“, „Чужий“ і „Прометей“» завершується цитуванням творів Джона Стюарта Мілла в контексті реплікантів Nexus-6 з фільму «Той, що біжить по лезу» (Рутгер Гауер), андроїда Аша (Єн Голм) з «Чужого» й андроїда Девіда-8 (Майкл Фассбендер) з «Прометея» через призму не тільки рівня інтелекту, але й дії та моральну поведінку андроїдів.

### DVD формат і режисерська версія
Скотт знаний своєю любов'ю до формату DVD: він надає аудіокоментарі й інтерв'ю для всіх своїх фільмів, де це можливо. У липневому номері журналу «Total Film» за 2006 рік він заявив: «Після всієї нашої роботи, показати в кінотеатрі, а потім зникнути назавжди, — дуже шкода. Дати фільму життя — це справді круто для всіх, хто скучив за ним і хто справді полюбив».
Скотт часто вдається до режисерської версії. Позитивна реакція на режисерську версію фільму «Той, що біжить по лезу» спонукала Скотта перемонтувати кілька фільмів, які розчарували у прокаті (зокрема «Легенду» та «Царство небесне»), а альтернативні версії отримали визнання.

## Фільмографія

### Режисер, продюсер
| Рік  | Назва                     | Режисер | Продюсер   | Примітка                                     |
| ---- | ------------------------- | ------- | ---------- | -------------------------------------------- |
| 1965 | Хлопчик на велосипеді     | Так     | Так        | короткометражний; також сценарист і оператор |
| 1977 | Дуелянти                  | Так     | Ні         | також оператор                               |
| 1979 | Чужий                     | Так     | Ні         |                                              |
| 1982 | Той, хто біжить по лезу   | Так     | Ні         |                                              |
| 1985 | Легенда                   | Так     | Ні         |                                              |
| 1987 | Той, хто мене береже      | Так     | Виконавчий |                                              |
| 1989 | Чорний дощ                | Так     | Ні         |                                              |
| 1991 | Тельма і Луїза            | Так     | Так        |                                              |
| 1992 | 1492: Завоювання раю      | Так     | Так        |                                              |
| 1996 | Білий шквал               | Так     | Виконавчий |                                              |
| 1997 | Солдат Джейн              | Так     | Так        |                                              |
| 2000 | Гладіатор                 | Так     | Ні         |                                              |
| 2001 | Ганнібал                  | Так     | Так        |                                              |
| 2001 | Падіння «Чорного яструба» | Так     | Так        |                                              |
| 2003 | Прекрасна афера           | Так     | Так        |                                              |
| 2005 | Царство небесне           | Так     | Так        |                                              |
| 2006 | Хороший рік               | Так     | Так        |                                              |
| 2007 | Американський гангстер    | Так     | Так        |                                              |
| 2008 | Тіло брехні               | Так     | Так        |                                              |
| 2010 | Робін Гуд                 | Так     | Так        |                                              |
| 2012 | Прометей                  | Так     | Так        |                                              |
| 2013 | Радник                    | Так     | Так        |                                              |
| 2014 | Вихід: Боги та царі       | Так     | Так        |                                              |
| 2015 | Марсіанин                 | Так     | Так        |                                              |
| 2017 | Чужий: Заповіт            | Так     | Так        |                                              |
| 2017 | Усі гроші світу           | Так     | Так        |                                              |
| 2021 | Остання дуель             | Так     | Так        |                                              |
| 2021 | Дім Ґуччі                 | Так     | Так        |                                              |
| 2023 | Наполеон                  | Так     | Так        |                                              |
| 2024 | Гладіатор 2               | Так     | Так        |                                              |
| 2026 | Собачі зірки              | Так     | Так        | Зйомки                                       |

### Продюсер
| Продюсер - Версія Браунінга (1994) - Мішені (1998) - Там, де гроші (2000) - Хочу бути тобою (2005) - Як боязкий Роберт Форд убив Джессі Джеймса (2007) - Сірий (2011) - Стокер (2013) - Схід (2013) - З пекла (2013) - Дитина 44 (2015) - Оборонець (2015) - Морган (2016) - Забутий Фенікс (2017) - Вотерґейт: Падіння Білого дому (2017) - Вбивство у «Східному експресі» (2017) - Американська жінка (2018) - Провісник землетрусу (2019) - Смерть на Нілі (2022) - Бостонський душитель (2023) - Привиди у Венеції (2023) - Жертовність (2024) - Чужий: Ромул (2024) - Материнська любов (2025) | Виконавчий продюсер - Неприємності з мавпочкою (1994) - Проект 281 (1999) - Трістан та Ізольда (2006) - Тріщини (2009) - Ласкаво просимо до Райлі (2010) - Сайрус (2010) - Команда А (2010) - Життя за один день (2011) - Ласкаво просимо до капкану (2013) - Перш ніж я засну (2014) - Дістати Санту (2014) - Рівні (2015) - Новизна (2017) - Той, хто біжить по лезу 2049 (2017) - Зої (2018) - Наслідки (2019) - Останній Вермер (2019) - Друзі назавжди (2019) - Без правил (2019) - Гола сингулярність (2021) |  |

## Телебачення

### Розробник
- 2012: Coma
- 2013: Killing Lincoln
- 2013: Killing Kennedy
- 2015: Killing Jesus

### Продюсер
- 2005—2010: 4исла

### Виконавчий продюсер
- 2009—2016: Гарна дружина
- 2010: Стовпи землі
- 2011: Prophets of Science Fiction
- 2011: Gettysburg
- 2012: Britain in a Day
- 2012: World Without End
- 2012: Лабіринт
- 2014: Halo: Nightfall
- 2015—2019: Людина у високому замку
- 2016—2017: Mercy Street
- 2016: BrainDead
- 2017: Табу
- 2017—2022: Хороша боротьба
- 2018—2019: Терор
- 2019: The Passage
- 2019: Різдвяна пісня
- 2020—2022: Виховані вовками
- 2023: Калейдоскоп
- 2023: Still Missing Morgan
- 2025: Чужий: Земля